# Бал

Бал в Петербургском Дворянском собрании, в 1913 году, в честь 300-летия династии Романовых.

Бал (от фр. bal, итал. ballo, нем. Ball) — собрание многочисленного общества людей обоих полов для танцев. 
Балы отличаются от обычных танцев или дискотеки повышенной торжественностью, более строгим этикетом и классическим набором танцев, следующих в заранее определённом порядке. Балы обслуживали бальные оркестры.

## История

### В Европе
Начало балов восходит к празднествам при французском и бургундском дворах. Первый бал, о котором имеются сведения в истории, был дан в 1385 году в Амьене по случаю бракосочетания Карла VI с Изабеллой Баварской. Однако неизвестно, участвовали ли тогда сами принцы и приглашённое высшее дворянство в танцах.

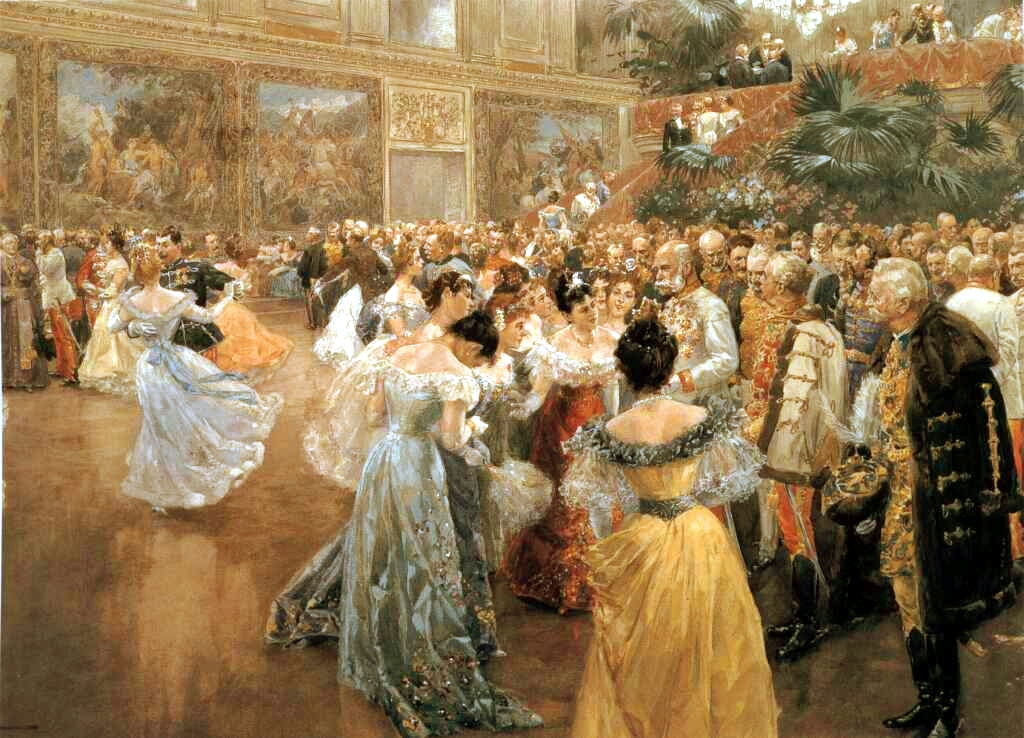
Император Франц Иосиф на балу в Вене (1900)

В XV и XVI веках танцевальные увеселения при дворах и дворянских замках происходили очень редко, и только при Марии Медичи, которая впервые перенесла также во Францию маскарады, и ещё более при галантном короле Генрихе IV балы получили широкое распространение. Настоящую свою форму балы сохраняют со времён Людовика XIV, когда они привились и во всех немецких резиденциях. С тех пор балы составляют существенную часть большинства придворных празднеств.
Для балов выработался мало-помалу, первоначально во Франции, определённый церемониал, который, несмотря на свою стеснительность, с небольшими изменениями был принят повсеместно, и лишь в XIX веке несколько упрощён. Для записи номера танца и имён ангажировавших её кавалеров дама использовала особую бальную книжку.
С 1715 года в Париже стали устраиваться балы в здании оперного театра (Bal de l’Opèra), и вместе с тем дана возможность лицам третьего сословия, за известную плату, принимать участие в этих посвящённых исключительно танцам увеселениях. С тех пор балы становятся общественным развлечением для всех сословий. 
Как и во всех предметах роскоши и моды, Париж давал тон в устройстве балов и выборе бальных нарядов. В годы Великой французской революции центр бальной культуры переместился в Вену, где нашли убежище и многие французские аристократы.

### В Российской империи
Бал как культурное явление является исключительной принадлежностью европейской традиции, а потому был привнесён на русскую почву Петром Первым вместе с прочими приметами европеизации в директивном порядке. Соответственно, допетровская Россия балов не знала, а знала просто всевозможные гуляния. Петровские ассамблеи всегда открывались полонезом, за которым следовал менуэт и другие модные в то время танцы. В мемуарах голштинского камер-юнкера Ф. В. Берхгольца, относящихся к последним годам царствования «Великого» Петра, можно найти любопытные сведения о тогдашних ассамблеях.
Императрица Елизавета Петровна, будучи хороша собой, особенно любила танцевать, а потому танцевал и весь её двор. Исключение составляет разве что самые последние годы её правления, когда стареющая государыня по болезни прекратила посещать придворные развлечения. В результате балы стали проводиться реже, а то и вовсе отменялись.
Немалое внимание уделялось балам с танцами и в эпоху правления Екатерины II, поощрявшей благоразумные светские развлечения. Говорят, императрица любила повторять: «Народ, который поёт и пляшет, не думает зла». Екатерининские балы отличались особенным блеском и пышностью, что подчёркивали даже люди, видавшие великолепие Версаля. Провинциальное дворянство посещало балы в губернском дворянском собрании; особенно славились балы в Московском Благородном собрании.
Монополия театральных представлений дирекции императорских театров (1783—1883) касалась также и балов, так как в 26-м пункте высочайшего указа, данного на имя Адама Олсуфьева от 12 июня 1783 года, сказано: «В театральных залах дозволяется давать балы в масках и без масок для приращения доходов театральной дирекции», вследствие чего дирекция стала получать часть сборов также с балов, даваемых в частных залах столиц.
Важной особенностью придворных балов служило то обстоятельство, что они выполняли функцию официального приёма, чествования, встречи гостей, послов. Подобная роль официальных балов (придворных или организуемых наместниками провинций и губернаторами для местных дворян), просуществовала до Октябрьской революции (переворота), после чего она была заменена на разного рода торжественные собрания, концерты. Балы в честь определённых лиц или событий могли даваться и в порядке частной инициативы. Так, в 1812 году в Вильно местное дворянство за небольшой промежуток времени дало два бала: в честь российского императора Александра І, а после занятия города французами — в честь императора Наполеона.
Во времена Николая I в Петербурге, в отличие от Парижа, публичные балы не были дозволены — разрешались лишь балы, даваемые у себя частными лицами. Как и театральные представления, балы не давались в период поста. «Слава богу! Масленица кончилась, а с ней и балы» — писал Пушкин в начале весны 1834 года. 
Одним из самых необычных и зрелищных балов в Зимнем дворце был костюмированный бал 1903 года, на который царское окружение явилось в тщательно воссозданных нарядах допетровского времени. Последний императорский бал, проходивший в 1913 году в Большом Николаевском зале Зимнего дворца, воссоздан в фильме А. Сокурова «Русский ковчег» (2002).

## Балы в XXI веке
За границей России балы в XX и XXI веках не прекращались. Так, французы привычно проводят балы, посвящённые открытию выставок во дворце Трокадеро (Париж). Венские балы славятся по всему миру. В частности, с 1936 года в четверг, предшествующий пепельной среде, в Венской государственной опере проводится так называемый венский бал.
В России, после длительного забвения, когда балы заменили «ёлками», бальные традиции начали возобновляться. Проводятся исторические балы, где исполняют старинные танцы разных эпох, обычно в исторических костюмах. Эти танцы изучаются в клубах исторических танцев.  Действует Международная ассоциация исторического танца. С 2012 года каждую весну в фойе Большого зала Московской консерватории — там, где когда-то давались балы по указанию основателя консерватории Николая Рубинштейна — в настоящее время также проводится студенческий бал.